# Elisabeta a Danemarcei (1485-1555)
Elizabeta a Danemarcei, Norvegiei și Suediei (24 iunie 1485 – 10 iunie 1555) a fost o prințesă scandinavă care a devenit Electoare de Brandenburg ca soție a lui Joachim I Nestor, Elector de Brandenburg. A fost fiica regelui Ioan al Danemarcei, Norvegiei și Suediei și a reginei Cristina de Saxonia.

## Biografie
În copilărie, Elisabeta a avut o relație apropiată cu fratele ei, viitorul rege Christian al II-lea al Danemarcei. A învățat să scrie și să citească în daneză și germană. La 10 aprilie 1502 s-a căsătorit cu Joachim I Nestor, Elector de Brandenburg, într-o ceremonie de nuntă dublă, alături de unchiul ei, viitorul rege Frederic I al Danemarcei și cumnata sa Anna de Brandenburg. Elisabeta și Joachim au avut un mariaj armonios în timpul primilor douăzeci de ani de căsătorie. 
Soțul ei a fost un adept al ortodoxiei romano-catolice în timpul Reformei. În 1523, ea a asistat la o predică a lui Martin Luther împreună cu fratele și cumnata ei și a devenit o protestantă convinsă. În 1527, ea a primit comuniunea protestantă în public: aceasta a însemnat o ruptură publică de Biserica Catolică, lucru care a provocat un conflict cu soțul ei. În 1528, soțul ei a întrebat în scris Consiliu cleric al Bisericii Catolice dacă ar trebui să divorțeze, să o execute sau s-o izoleze dacă ea refuză să renunțe la noua ei convingere. Consiliul bisericii a răspuns că el ar  trebui să o închidă.
Elisabeta a scăpat de la curtea unchiului ei, Johann, Elector al Saxoniei și a izbucnit o dezbatere publică: monarhii protestanți și fratele ei au sprijinit-o, Luther i-a sprijinit libertatea de a-și părăsi soțul pentru religia ei, iar ea a declarat că se va întoarce numai în cazul în care va fi lăsată șă-și pătreze convingerea religioasă și daca soțul ei va renunța la adulter și la interesul pentru astrologie. În caz contrar, ea a sugerat că ar trebui să se separe. Elisabet a primit o reședință în apropiere de Wittenberg. Soțul ei a refuzat să-i acorde vreun venit și a interzis fiilor lor să o viziteze. În 1532, unchiul ei a murit și fratele ei a fost închis, iar ea a pierdut, astfel, sprijinul lor.
În 1535, soțul ei a murit și fiii ei au rugat-o să se întoarcă la Brandenburg, dar s-au răzgândit atunci când ea le-a cerut ca parohiile din ținuturile ei de zestre să devină protestante. În cele din urmă, ea a revenit în 1545 și a rămas în Spandau.